# جعبه موسیقی (فیلم ۱۹۳۲)

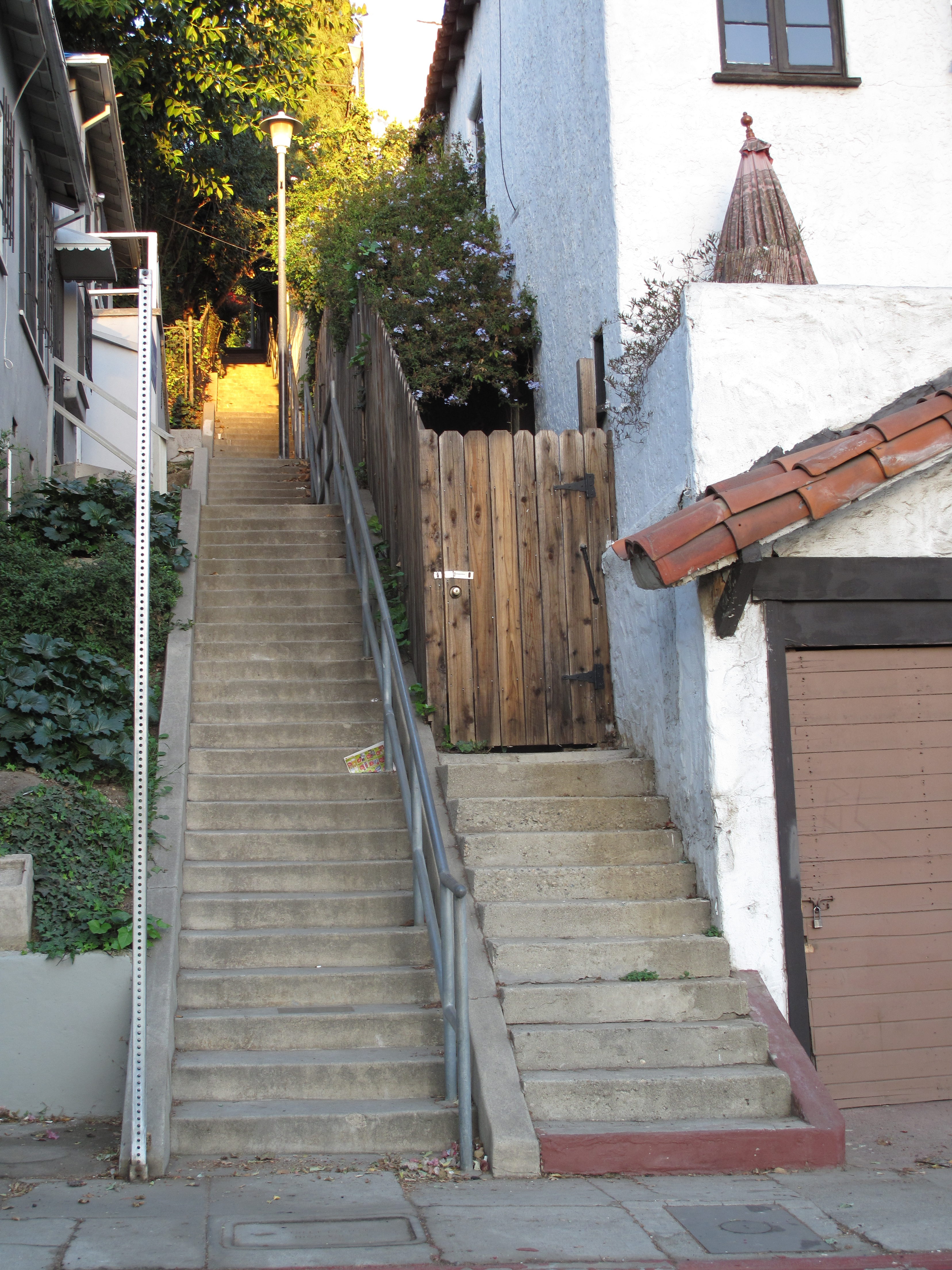
پلکان در سال ۲۰۰۹

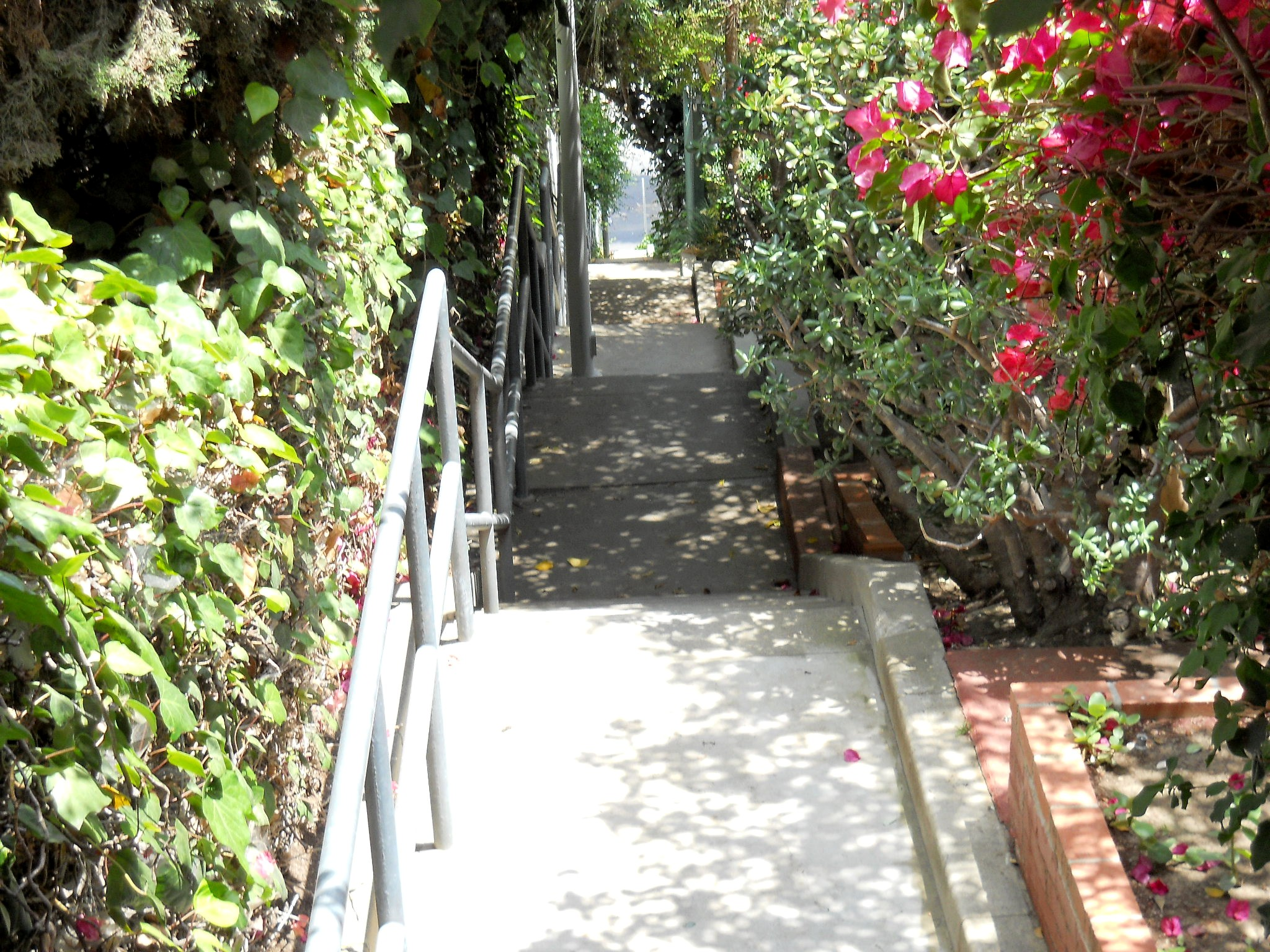
نمای پلکان از بالای آن، ۲۰۱۰

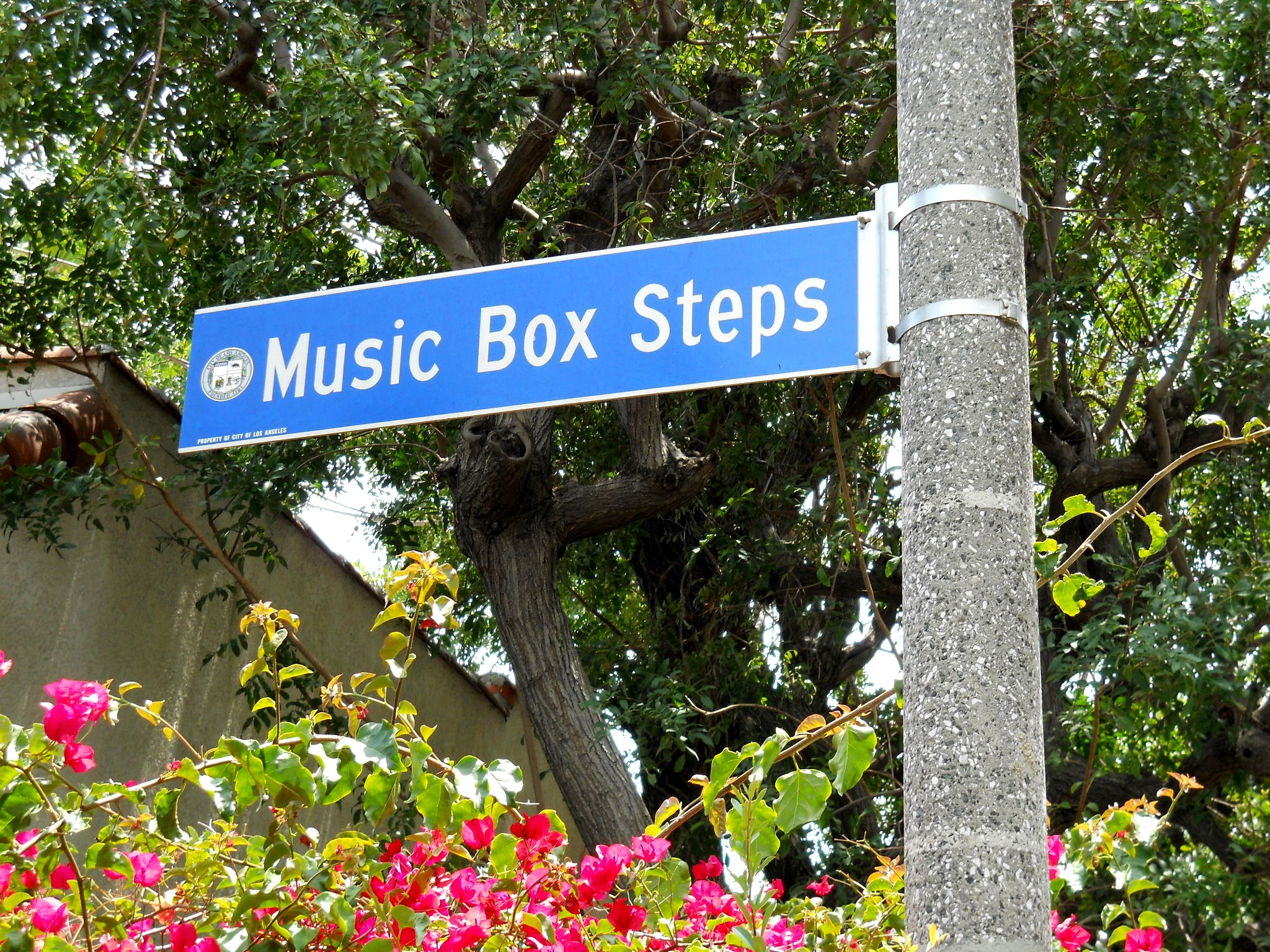
در بالای تپه در خیابان دسکانسو

جعبهٔ موسیقی (به انگلیسی: The Music Box) فیلمی کمدی به کارگردانی جیمز پروت و نقش‌آفرینی لورل و هاردی است که در سال ۱۹۳۲ منتشر شد. این فیلم برندهٔ جایزه اسکار بهترین فیلم کوتاه سال ۱۹۳۲ گردید.

## داستان فیلم
لورل و هاردی این بار برای کسب درآمد یک درشکه تهیه می‌کنند و نام آن را مؤسسهٔ حمل و نقل می‌گذارند. اولین سفارش آن‌ها حمل یک پیانوی سنگین به خانه‌ای‌ست که پله‌های بسیاری دارد و آن‌ها برای حمل آن با مشکلات زیادی مواجه می‌شوند.

## مکان فیلم‌برداری
لوکیشن اصلی فیلم‌برداری، یک رشته پلکان با ۱۳۳ پله و چند پاگردان در محلهٔ سیلور لیک لس آنجلس و در نزدیکی «پارک لورل و هاردی» است که تا به امروز حفظ شده‌است. این رشته پلکان، جهت استفاده عموم است و خیابان وندام (در پائین پلکان) را به خیابان دسکانسو (در بالا و انتهای پلکان) وصل می‌کند و آدرس دقیق آن پلاک ۹۲۳–۹۲۵ خیابان وندام شمالی در نزدیکی «چهارراه دِل مانتی» است. یک لوح یادبود بر روی یکی از پله‌های تحتانی نصب شده است. این پلکان در فیلم زندگی ناگوار نیست؟ نیز با بازی چارلی چیس و اولیور هاردی، در صحنه‌ای که چارلی چیس می‌خواهد یک خودنویس را به فی ری بفروشد، دیده می‌شود. همین پلکان در فیلم «فاخته‌های بسیار سرد» (۱۹۲۶) با بازی بیلی بوان و کارگردانی دل لرد هم وجود دارد.
باید توجه کرد که پلکانی که در فیلم سه کله‌پوک با عنوان بی‌رنج گنج میسر نمی‌شود (۱۹۴۱) دیده می‌شود، رشته پلکانی متفاوتی در همین شهر است که ۱۴۷ پله دارد و در پلاک ۲۲۱۲ خیابان «ایدن‌دیل پلِـیس» در فاصلهٔ ۳٫۲ کیلومتری شمال شرقی پلکان فیلم لورل و هاردی واقع شده‌است.

## بازیگران
- استن لورل در نقش استن
- اولیور هاردی در نقش اُلی
- بیلی گیلبرت در نقش پروفسور تئودور فون شوارتزن‌هوفن
- هِـیزِل هاوِل در نقش خانم فون شوارتزن‌هوفن[۷] (برخی منابع، بازیگر این نقش را گلادیس گیل نوشته‌اند).[۸]
- لیلیان آیرین در نقش پرستار بچه
- سام لافکین در نقش پلیس
- چارلی هال در نقش پستچی
- ویلیام گیلسپی در نقش فروشندهٔ پیانو